# Vito Riggio
Vito Riggio (Barrafranca, 11 giugno 1947) è un politico e dirigente pubblico italiano, ex deputato e sottosegretario DC e già presidente dell'Ente nazionale per l'aviazione civile (ENAC).

## Biografia

### Carriera accademica
Figlio di un segretario comunale, Vito Riggio frequenta il liceo Garibaldi di Palermo, assieme a Sergio D'Antoni e Luigi Cocilovo. Studente di legge a Palermo, assieme a D'Antoni, Cocilovo e Leoluca Orlando fonda la sezione universitaria della CISL.
Vito Riggio si laurea in giurisprudenza con lode nel 1969, divenendo quindi assistente ordinario di diritto amministrativo e professore associato di Istituzioni di diritto pubblico all'Università di Palermo dal 1984 al 2005.
Il gruppo di Riggio passa nel Movimento Politico dei Lavoratori di Livio Labor, e si lega poi all'area cislina di Carlo Donat-Cattin all'interno della Democrazia Cristiana.

### Carriera politica
Eletto nel 1985 consigliere comunale di Palermo nella DC, a metà degli anni ottanta, su segnalazione del segretario Cisl Franco Marini, punto di riferimento di tale gruppo, a Ciriaco De Mita, Vito Riggio viene nominato capogruppo DC nel consiglio comunale di Palermo, con sindaco Leoluca Orlando. Con Orlando, Riggio rompe i rapporti poco dopo, a seguito dell'omicidio nel 1985 del vicequestore Antonino Cassarà e della radicalizzazione dello scontro tra mafia e politica.
Nel 1987 Riggio chiede a De Mita di essere candidato alle politiche. Viene eletto alla Camera nella circoscrizione Sicilia occidentale e solo allora prende la tessera della DC.
Alla Camera dei Deputati è componente delle Commissioni affari costituzionali, bilancio, antimafia, questioni regionali. A proposito delle sue elezioni, ha sostenuto: «I voti me li regalava la Cisl. Io conquistavo solo qualche preferenza d'opinione. E per un diccì non avere il proprio pacchetto di voti garantiti era quasi un'onta».
Viene riconfermato deputato alle elezioni politiche del 1992.
Dal 28 aprile 1993 al 10 maggio 1994 è sottosegretario all'interno, con delega alla Protezione Civile e ai Servizi Tecnici Nazionali nel Governo Ciampi, nominato su suggerimento di Oscar Luigi Scalfaro e di Sergio D'Antoni. In tale veste chiama Pietro Lunardi, consulente della Protezione Civile. Nel gennaio 1994 aderisce al gruppo del Partito Popolare Italiano.
Alle elezioni politiche del 1994 è candidato con la coalizione Patto per l'Italia (PPI-Patto Segni) al Senato nel collegio di Palermo centro, ma non è eletto. Riggio sostiene di aver rifiutato a Gianfranco Micciché l'apparentamento tra il Patto Segni e Forza Italia in Sicilia.
Dal 1995 al 2000 è consigliere del CNEL su nomina del Presidente della Repubblica, e componente dell'organo di controllo interno del CNEL.
Alle elezioni politiche del 2001 è candidato con Democrazia Europea, ma non è eletto.
Dal 2001, con il governo Berlusconi II, Riggio è presidente del servizio di controllo interno del Ministero delle Infrastrutture e dei Trasporti, e consigliere politico dello stesso ministro Pietro Lunardi. Nello stesso periodo è nominato a capo delle commissioni per la riforma dell'aviazione civile e del Codice della Navigazione.

### Presidente ENAC
Nel 2003 sempre Pietro Lunardi nomina Riggio commissario straordinario dell'Ente Nazionale Aviazione Civile il 10 luglio, e il giorno successivo il Consiglio dei ministri lo propone come presidente ENAC. Secondo quanto dichiarato dallo stesso Riggio, all'ENAC «mi ci ha chiamato nel 2003 il ministro Lunardi, che è un amico».
È riconfermato per un ulteriore mandato quadriennale nel 2007, nel periodo del caos bagagli all'aeroporto di Fiumicino, (governo Prodi II). Scaduto il mandato, nel novembre 2012 è nominato commissario straordinario (governo Monti), e rinnovato fino alla rinomina come presidente il 16 ottobre 2013 dal consiglio dei ministri presieduto da Enrico Letta.
Nel gennaio 2010 l'ENAC di Riggio si è scontrata con Ryanair, volendo imporre alla compagnia low-cost irlandese di accettare documenti alternativi alla carta di identità e al passaporto. Ryanair ha annunciato la sospensione di tutti i voli in Italia, ed il suo amministratore delegato Michael O'Leary ha dichiarato: «Vito Riggio è un idiota perché fa dichiarazioni stupide e idiote e lui penserà la stessa cosa di me. Cerca di proteggere Alitalia bloccando Ryanair. È una pena, c'è sempre un problema».
Nel caso della fusione Alitalia-Wind Jet del 2012, l'ENAC di Riggio è accusata di non aver protetto gli interessi dei consumatori-passeggeri, permettendo a Wind Jet di emettere fino a 300.000 biglietti anche senza garanzia di effettuazione del volo.
Il mandato all'ENAC scade il 21 ottobre 2018 e non è ricandidabile.
Il 5 febbraio 2019 vien nominato consulente per il trasporto aereo della giunta regionale della Sicilia guidata da Nello Musumeci.
Il 1º marzo 2019 diviene presidente di Assohandlers, Associazione Nazionale Operatori Servizi Aeroportuali di Handling. 
Nel marzo 2023, Riggio è stato nominato Amministratore Delegato della Società Gestione Aeroporto Palermo (Gesap), che controlla lo scalo aeroportuale "Falcone-Borsellino" di Punta Raisi.

## Controversie
Il nome di Vito Riggio appare nella lista Anemone (l'elenco di 370 persone che avrebbero fruito di ristrutturazioni edilizie fornite dall'immobiliarista Diego Anemone) per alcuni lavori di ristrutturazione che risultano non essere stati pagati. Riggio vive in affitto in una della case di Propaganda Fide in via della Conciliazione. Ha dovuto ammettere davanti al consiglio di amministrazione che la pigione ammonta a 38.400 euro pagati dall'Enac sulla base di un vecchio accordo. Anche il figlio Federico Riggio ha abitato in un appartamento ristrutturato da Anemone, di proprietà di Ecosfera, datore di lavoro di Federico Riggio e vincitore dell'appalto del global service all'Enac.